# Jagdgeschwader 108
108-ма винищувальна ескадра (нім. Jagdgeschwader 108 (JG 108) — винищувальна ескадра Люфтваффе за часів Другої світової війни.

## Історія
108-ма винищувальна ескадра заснована 1 липня 1943 року на аеродромі поблизу австрійського курортного містечка Бад-Веслау шляхом розгортання штабу 62-ї навчальної авіаційної школи (нім. Stab/Flugzeugführerschule A/B 62). Оснащувалася навчально-тренувальними літаками Ar 96, Me 108, Bü 131 та іншими моделями, винищувачами типу Messerschmitt Bf 109 та Me 210 тощо, а також літаками італійського та трофейними літаками виробництва Франції. 16 квітня 1945 року розформована.

## Командування

### Командири
- гауптман Курт Мюллер (нім. Kurt Müller) (1 липня 1943 — липень 1944)
- майор Георг Міхалек (нім. Georg Michalek) (липень 1944 — 16 квітня 1945)

## Бойовий склад 108-ї винищувальної ескадри
- Штаб (Stab/JG108)
- 1-ша ескадрилья (1./JG108)
- 2-га ескадрилья (2./JG108)
- 3-тя ескадрилья (3./JG108)
- 4-та ескадрилья (4./JG108)